# Deutsches Zentrum für Luft- und Raumfahrt

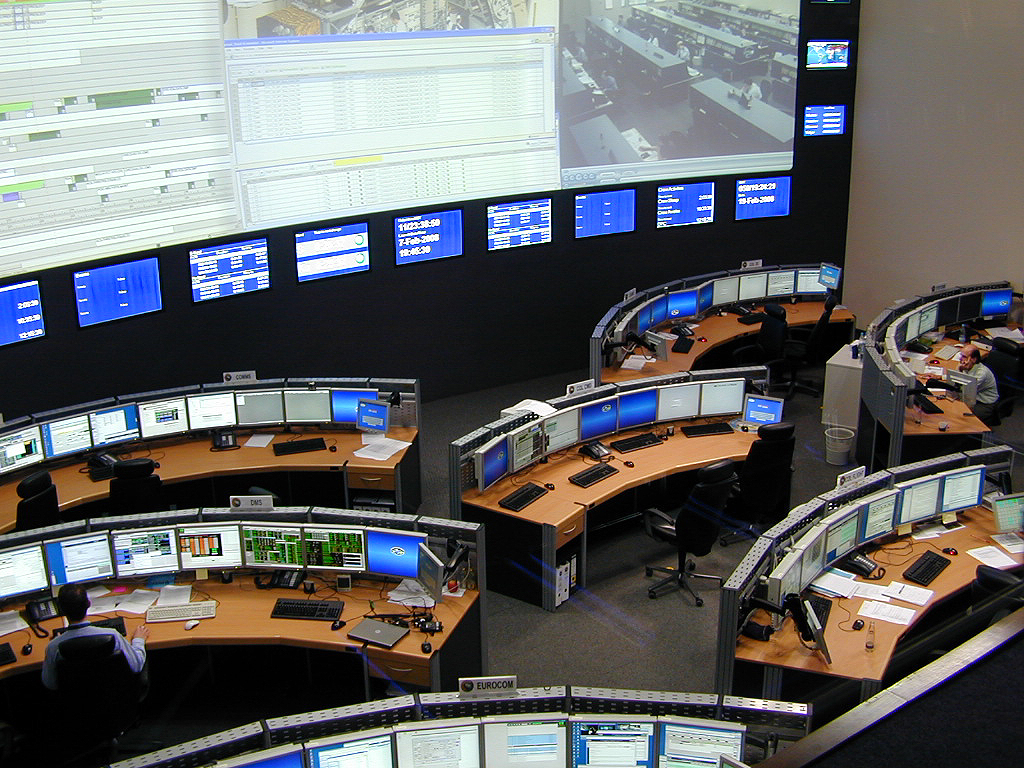
Niemieckie Centrum Kontroli Lotów Kosmicznych (GSOC) w Oberpfaffenhofen koło Monachium

Deutsches Zentrum für Luft- und Raumfahrt (DLR) – niemieckie centrum badań nad aeronautyką, transportem i energią Niemiec. Założona w roku 1969 na terenie RFN. Jej placówki mieszczą się w wielu miastach Niemiec, jednakże jej siedziba główna znajduje się w Kolonii. Jest zaangażowana w różne projekty zarówno krajowe, jak i międzynarodowe (Międzynarodowa Stacja Kosmiczna). Jej budżet na rok 2019 wynosił 1,3 miliarda euro.